# 2012 у Тернополі
| Роки в Тернополі: ← · 2000 · 2001 · 2002 · 2003 · 2004 · 2005 · 2006 · 2007 · 2008 · 2009 · 2010 · 2011 · 2012 · 2013 · 2014 · 2015 · 2016 · 2017 · 2018 · 2019 · 2020 · 2021 · 2022 · 2023 · 2024 Див. також: XIX століття · XX століття |

## Річниці

### Річниці від дня народження
- 19 січня — 100 років від дня народження українського політичного та державного діяча Ярослава Стецька (1912—1986)
- 25 лютого — 125 років від дня народження українського режисера, актора, теоретика театру, драматурга Леся Курбаса (1887—1937); навчався у Тернопільській гімназії;
- 11 квітня — 75 років від дня народження українського художника Євгена Удіна (нар. 1937)
- 29 серпня — 100 років від дня народження українського ученого в галузі теоретичної електротехніки Богдана Блажкевича (1912—1986); навчався у Тернопільській гімназії;
- 5 вересня — 70 років від дня народження українського художника Петра Шпорчука (нар. 1942).

## З'явилися

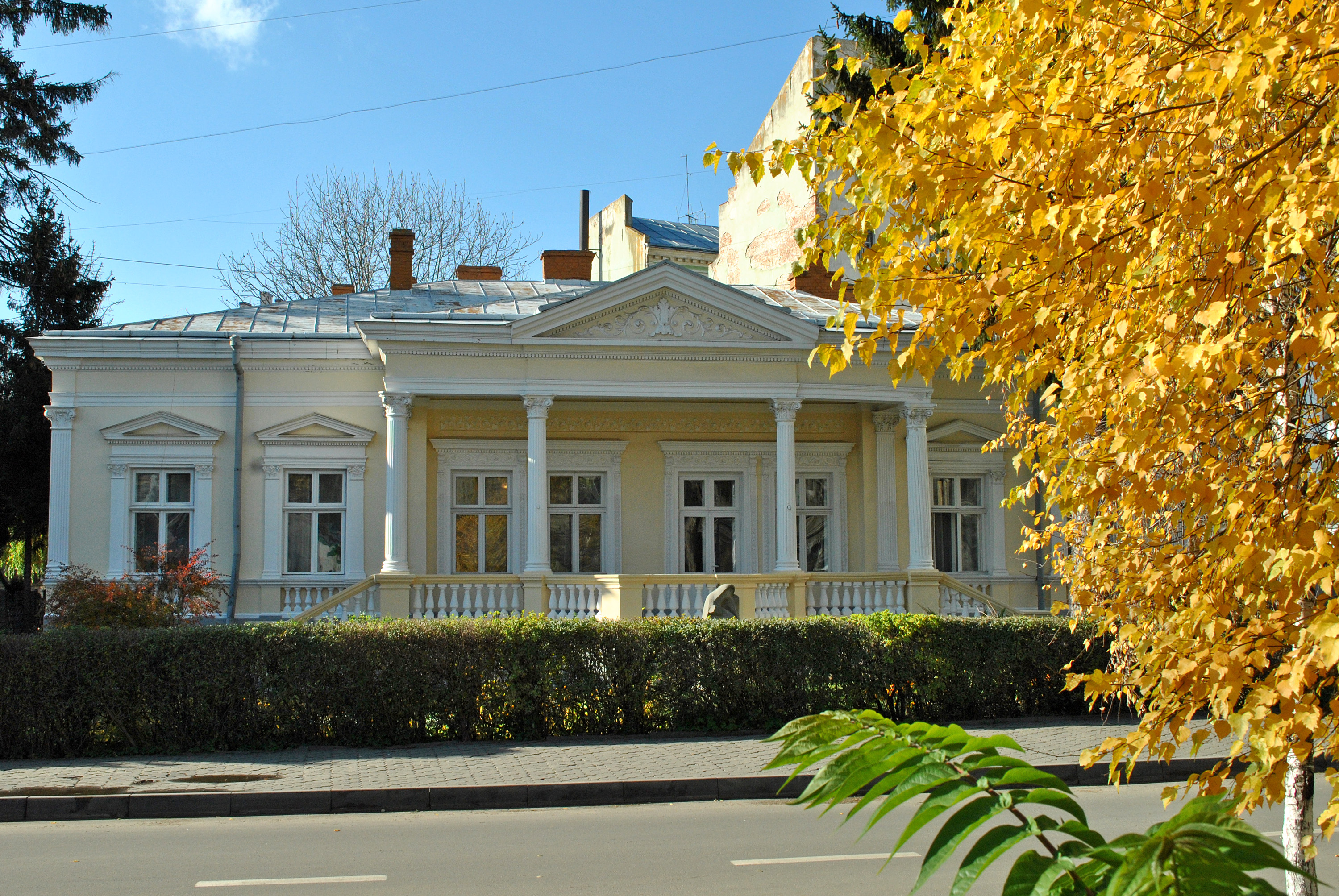

- Тернопільську загальноосвітню школу № 9 перейменували на НВК «Загальноосвітня школа І-ІІІ ступенів-економічний ліцей № 9 імені Іванни Блажкевич».
- 23 серпня — Монумент Незалежності у сквері на бульварі Тараса Шевченка.
- 6 грудня — музей «Літературне Тернопілля» при бібліотеці № 2 для дітей Тернопільської міської централізованої бібліотечної системи.

## Особи

### Померли
- Олександр Бугай — український геодезист, літератор; нар. 1926 на Полтавщині.